# دیو بیسنت
 دیو بیسنت  (به انگلیسی: Dave Beasant) (زاده ۲۰ مارس ۱۹۵۹ - لندن) بازیکن فوتبال اهل انگلستان است. وی سابقه عضویت در باشگاه‌های چلسی، نیوکاسل یونایتد و ساوت‌همپتون را دارد.
همچنین بیسنت ۲ بازی ملی در کارنامه دارد و در جام جهانی فوتبال ۱۹۹۰ حضور داشته است.